# Литвинцево (Тверська область)
Литвинцево (рос. Литвинцево) — присілок в Калінінському районі Тверської області Російської Федерації.
Населення становить 20 осіб. Входить до складу муніципального утворення Каблуковське сільське поселення.

## Історія
Від 2005 року входить до складу муніципального утворення Каблуковське сільське поселення.

## Населення
| 2010 |
| ---- |
| 20   |